# Fårdrup Sogn
Fårdrup Sogn 
ist eine Kirchspielsgemeinde (dän.: Sogn)
auf der Insel Sjælland in Dänemark.
Bis 1970 gehörte sie zur Harde Vester Flakkebjerg Herred im damaligen Sorø Amt, danach zur Hashøj Kommune im Vestsjællands Amt, die im Zuge der  Kommunalreform zum 1. Januar 2007 in der Slagelse Kommune in der Region Sjælland aufgegangen ist.
Im Kirchspiel leben 266 Einwohner (Stand: 1. Januar 2023).
Im Kirchspiel liegt die Kirche „Fårdrup Kirke“.
Nachbargemeinden sind im Norden Gerlev Sogn, im Osten Skørpinge Sogn, im Südosten Flakkebjerg Sogn, im Süden Eggeslevmagle Sogn und im Westen Hemmeshøj Sogn und Lundforlund Sogn.